# Флаг Тарского района
Флаг Та́рского муниципального района утверждён 17 апреля 2009 года и является официальным символом Тарского муниципального района Омской области Российской Федерации.
Целями учреждения и использования герба и флага Тарского муниципального района являются: 

— создание зримых символов целостности территории района, единства и взаимодействия населяющих его граждан, а также территориальной и исторической преемственности органов местного самоуправления Тарского муниципального района; 

— воспитание гражданственности, патриотизма, уважения к исторической памяти, национальным, культурным и духовным традициям жителей Тарского муниципального района.

## Описание флага
«Полотнище зелёного цвета с отношением ширины к длине 2:3, несущее посередине красный равнобедренный треугольник, основание которого составляет 1/2 от длины полотнища и который делит полотнище пополам по вертикали; посередине полотнища расположено изображение горностая, идущего по сложенному старинному оружию, выполненное белым, жёлтым, красным, синим и чёрным цветами, при этом фигура горностая отчасти выходит за пределы треугольника. Оборотная сторона зеркально воспроизводит лицевую».

## Символика флага
Изображение горностая и зелёный цвет полотнища восходят к историческому гербу города Тара, Высочайше утверждённому в 1785 году.
Лук, стрелы (как гербовые эмблемы Сибирского царства) и щит (Ермака) указывают на территориальное расположение района в Сибири. Кроме того, щит Ермака символизирует собой освоение Сибири, а самоцветные камни на нём — давние и славные культурные традиции района. Сочетание вооружений и красной части полотнища создают подобие арматюры из Тобольского герба, что служит указанием на былую административную принадлежность территории района Тобольской губернии.